# جيمس شيبمان فليتشر
جيمس شيبمان فليتشر (بالإنجليزية: James C. Fletcher)‏ (5 يونيو 1919 - 22 ديسمبر 1991) هو رئيس جامعة يوتا من عام 1961 حتى 1971 وأصبح الرئيس الرابع لوكالة ناسا في فترة الرئيس ريتشارد نيكسون بتاريخ 27 أبريل 1971 حتى 1 مايو 1977 وبعد أن أصبح رونالد ريغان رئيس الولايات المتحدة عاد مرة أخرى للمنصب في 12 مايو 1986 حتى 8 أبريل 1989.

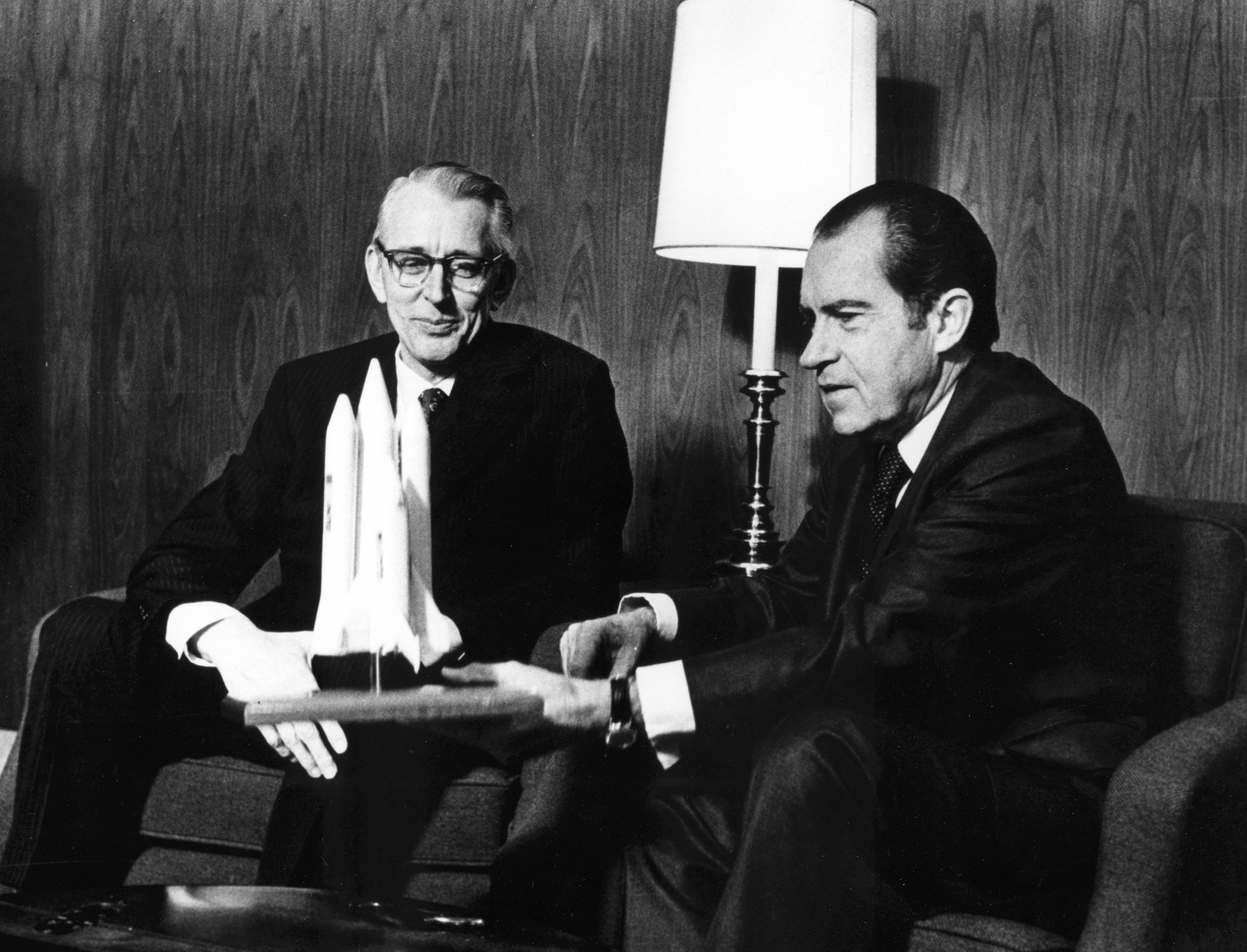
الرئيس ريتشارد نيكسون (على اليمين) رفقة جيمس فليتشر عام 1972.

## روابط خارجية
- جيمس شيبمان فليتشر على موقع مونزينجر (الألمانية)